# بيت القبب (مذيخرة)

تعديل مصدري - تعديل

بيت القبب هي إحدى قرى عزلة مذيخرة بمديرية مذيخرة التابعة لمحافظة إب، بلغ تعداد سكانها 24 نسمة حسب تعداد اليمن لعام 2004.